# Saudade de Você
"Saudade de Você" é uma canção do cantor brasileiro Zé Felipe. A canção foi gravada e incluída em seu álbum de estreia intitulado Você e Eu, e foi lançada como primeiro single do álbum no dia 28 de setembro de 2014.

## Composição
A canção é composta pelo compositor Adair Cardoso, e possui uma letra romântica.

## Videoclipe
No dia 28 de setembro de 2014 a canção ganhou um videoclipe, lançado no canal do cantor no Youtube. Dirigido por Hugo Pessoa, e figurino de Li Camargo, o clipe teve as cenas gravadas em Londres e também na Fazenda Remadejo, que fica localizada em Cotia/SP. Durante o desenvolver do clipe Zé Felipe e a modelo Fê Sena que também é blogueira de moda, fazem o papel de um casal que sofre pela distância, pois a atriz foi fazer um intercâmbio em Londres, deixando o seu amor no Brasil, e eles tentam superar a saudade através de mensagens pelo celular.

## Lista de faixas
| Download digital |                   |                |         |  |
| N.º              | Título            | Compositor(es) | Duração |  |
| 1.               | "Saudade de Você" | Adair Cardoso  | 2:43    |  |

## Desempenho nas tabelas musicais
| Tabela musical (2014)                     | Melhor posição |
| ----------------------------------------- | -------------- |
| Brasil - Billboard Brasil Hot 100 Airplay | 3              |

## Histórico de lançamento
| Região | Data                   | Formato(s)       |
| ------ | ---------------------- | ---------------- |
| Brasil | 28 de setembro de 2014 | Download digital |